# 青葉昌幸
靑葉 昌幸（あおば よしゆき、1942年6月16日 - ）は、現在の埼玉県秩父市（旧大田村）出身の陸上競技の元選手でマラソン・中長距離選手の指導者。埼玉県立秩父農工卒業。日本大学卒業。埼玉県庁を経て、大東文化大学陸上競技部監督、スポーツ・健康科学部教授を歴任。関東学生陸上競技連盟名誉会長。青の字体は、「靑」が正しい。

## 略歴
日本大学在籍時は、1964年日本選手権3000mSCで優勝、翌1965年の同大会では1500mで優勝するなど活躍。その後埼玉県庁を経て、1967年（昭和42年）から大東文化大学陸上競技部監督に就任。以降大久保初男・只隈伸也・奈良修・実井謙二郎などの名選手を育てながら、全日本大学駅伝で4連覇（昭和47年-50年）を含む7回優勝、出雲駅伝優勝（平成2年）、箱根駅伝連覇2回（昭和50・51年、平成2・3年）など優れた成績を残した。
2000年より同陸上競技部部長に就任。2007年から2016年3月まで関東学生陸上競技連盟会長職、2016年4月より同名誉会長として大学陸上競技界の指導に当たる傍ら、TVや雑誌などで競技の解説を担当している。2020年、瑞宝中綬章受章。2020年6月より母校の日本大学陸上競技部駅伝監督に就任、2021年3月末をもって退任。

## 著作
- 『陸上競技ビデオ全集　VOL.5「障害走2」』（青葉昌幸（監修）、ソーケン･ネットワーク、DVD）

## 関連書籍
- 『監督と大学駅伝』（生島淳(著)、日刊スポーツ出版社、2008/12、第6章で｢青葉昌幸特別顧問　箱根駅伝は、日本の宝です｣を掲載、ISBN  978-4817202604）